# Gnophos zejae
Gnophos zejae là một loài bướm đêm trong họ Geometridae.